# Tondiraba jäähall
Die Tondiraba jäähall (deutsch Tondiraba-Eishalle) ist eine Mehrzweckhalle im Stadtbezirk Tondiraba, Stadtteil Lasnamäe, der estnischen Hauptstadt Tallinn. Sie wird vorwiegend als Eissporthalle genutzt. Seit der Eröffnung trägt der Eishockeyclub HC Viking Tallinn seine Heimspiele in der Sportarena aus. Bis zum Umzug in die Saku Suurhall war der Basketballclub BC Kalev/Cramo von 2014 bis 2015 in der Eishalle ansässig.

## Geschichte
Der Bau der Tondiraba jäähall begann am 20. Juni 2013. Die Einweihung konnte am 1. August 2014 gefeiert werden. Das Gebäude besteht aus der Haupthalle, Halle 1 und Halle 2 sowie einer Curlinghalle. Hinzu kommen weitere Räumlichkeiten wie ein Restaurant mit 74 Plätzen, 13 Umkleidekabinen, 12 Trockenräume für Eishockeyausrüstungen, ein Fitnessstudio mit 82 m² Fläche, ein Choreografie-Raum mit 82 m² Fläche, ein Übungsraum mit 78,1 m² Fläche für bis zu 15 Personen, Räume für Trainer und Schiedsrichter, ein Konferenzraum und 80 rollstuhlgerechte Plätze in der Haupthalle.
Die Tondiraba-Eishalle war mehrmals Austragungsort der Divisionen I und II der U18- und U20-Junioren-Eishockey-Weltmeisterschaften. 2015 war sie Schauplatz der Eiskunstlauf-Juniorenweltmeisterschaften und der Curling-Juniorenweltmeisterschaft. Drei Jahre später fand die Curling-Europameisterschaft 2018 in der Mehrzweckhalle in Tallinn statt. Vom 10. bis 16. Januar 2022 ist sie Austragungsort der Eiskunstlauf-Europameisterschaften und soll wenige Tage später vom 18. bis 23. Januar auch Schauplatz der Vier-Kontinente-Meisterschaften sein. Die estnischen Männernationalmannschaften im Eishockey und im Basketball tragen ebenfalls Partien in der Tondiraba jäähall aus. Neben den verschiedenen Eissportarten wird die Tondiraba jäähall u. a. auch für Basketball, Volleyball oder Konzerte genutzt.

## Haupthalle
Die Haupthalle verfügt über 5840 festinstallierte Sitze. Zusätzlich können im Innenraum 1780 Stühle für Konzerte in Theater-Konfiguration aufgestellt werden. Auf der Haupttribüne liegen die 12 V.I.P.-Räume.

## Halle 1 und 2
- Halle 1[8]

Die Halle besitzt eine permanente Eisfläche von 58 × 28 m. Auf der Tribüne finden annähernd 300 Besucher Platz. Sie wird hauptsächlich für das Eishockey- und Eiskunstlauf-Training genutzt. Sie steht auch für öffentliches Eislaufen zur Verfügung.
- Halle 2

Die Halle besitzt eine permanente Eisfläche von 60 × 30 m. Auf der Tribüne finden rund 100 Besucher Platz. Sie wird ebenfalls hauptsächlich für das Eishockey- und Eiskunstlauf-Training genutzt und steht auch für öffentliches Eislaufen zur Verfügung.

## Curlinghalle
Die Curlinghalle bietet eine Eisfläche mit den Maßen 44,5 × 14,5 m.

## V.I.P.-Räume
Die Haupthalle der Tondiraba jäähall verfügt über 12 V.I.P.-Räume mit Blick in den Innenraum, die nach verschiedenen Städten benannt sind. Sie sind unterschiedlich groß und bieten insgesamt 166 Plätze.
- V.I.P.-Raum 01: Boston – bis zu sieben Personen (9,9 m²)
- V.I.P.-Raum 02: Amsterdam – bis zu sieben Personen (7,7 m²)
- V.I.P.-Raum 03: Berlin – bis zu sieben Personen (7,7 m²)
- V.I.P.-Raum 04: Helsinki – bis zu sieben Personen (9,9 m²)
- V.I.P.-Raum 05: Riga – bis zu 15 Personen (18,2 m²)
- V.I.P.-Raum 07: Athen – bis zu 15 Personen (18,0 m²)
- V.I.P.-Raum 08: Paris – bis zu 15 Personen (15,4 m²)
- V.I.P.-Raum 09: Barcelona –  bis zu sieben Personen (9,9 m²)
- V.I.P.-Raum 10: Stockholm –  bis zu sieben Personen (7,6 m²)
- V.I.P.-Raum 11: Peking –  bis zu sieben Personen (7,6 m²)
- V.I.P.-Raum 12: London –  bis zu sieben Personen (9,9 m²)
- V.I.P.-Raum 13: Tallinn –  bis zu 65 Personen (95,9 m²)

## Verkehrsanbindung
Die Halle lässt sich vom Stadtzentrum innerhalb von 20 Minuten mit den Buslinien 19, 44, 51 und 65 bis zur Haltestelle Virbi an der Halle erreichen. Um die Halle stehen 500 kostenfreie und beleuchtete Parkplätze bereit.

## Galerie

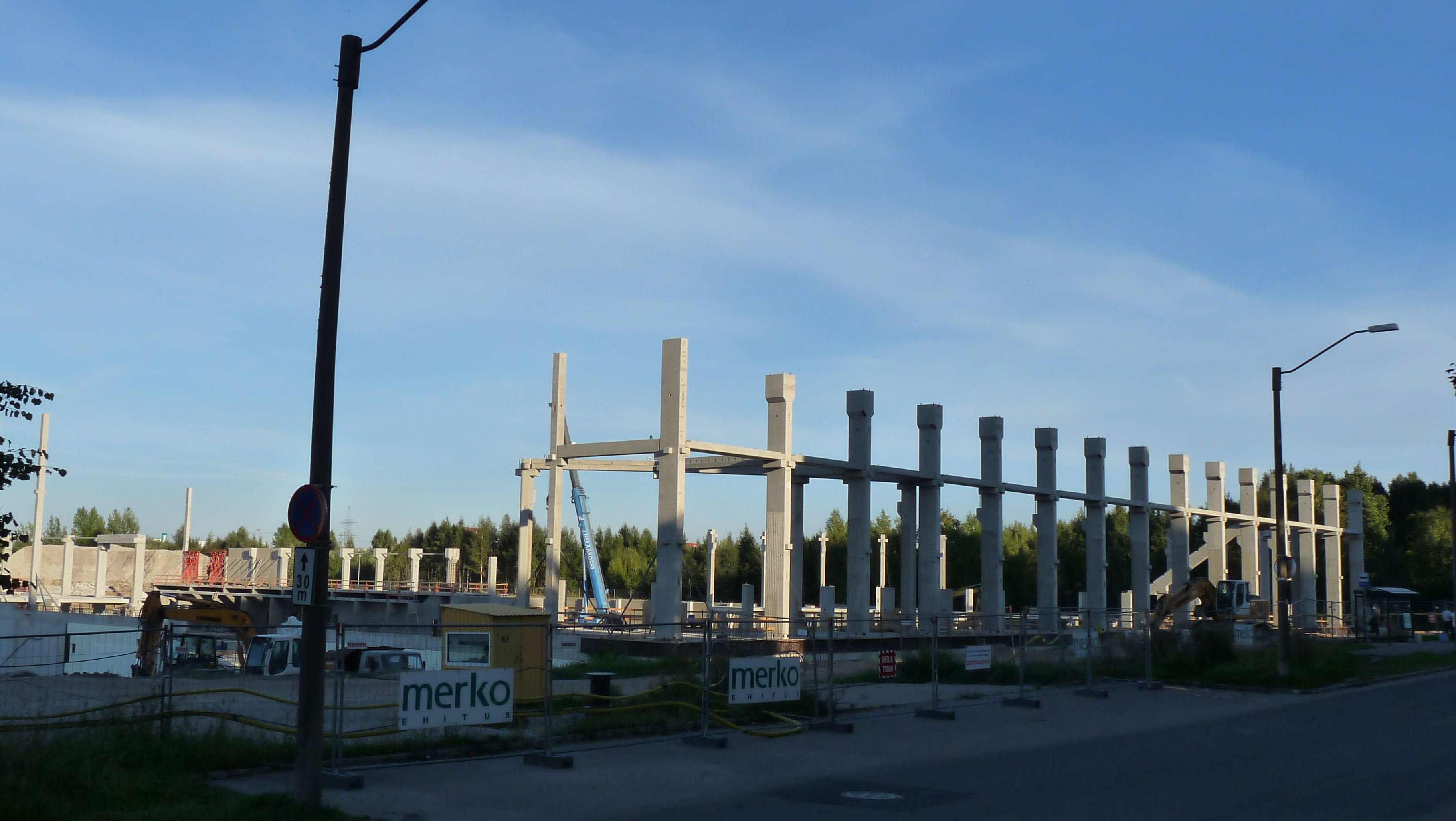
Die Baustelle im September 2013
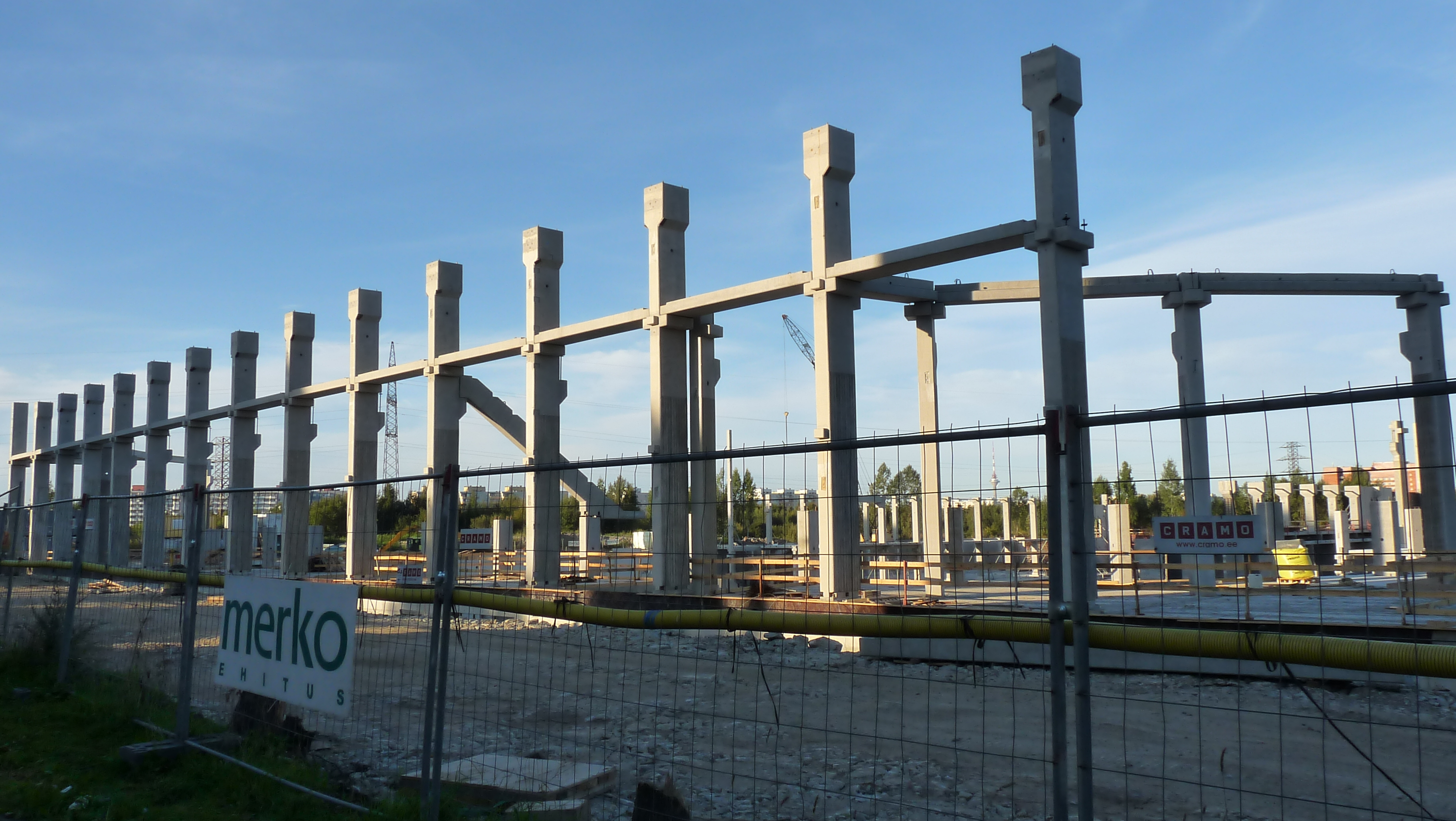
September 2013
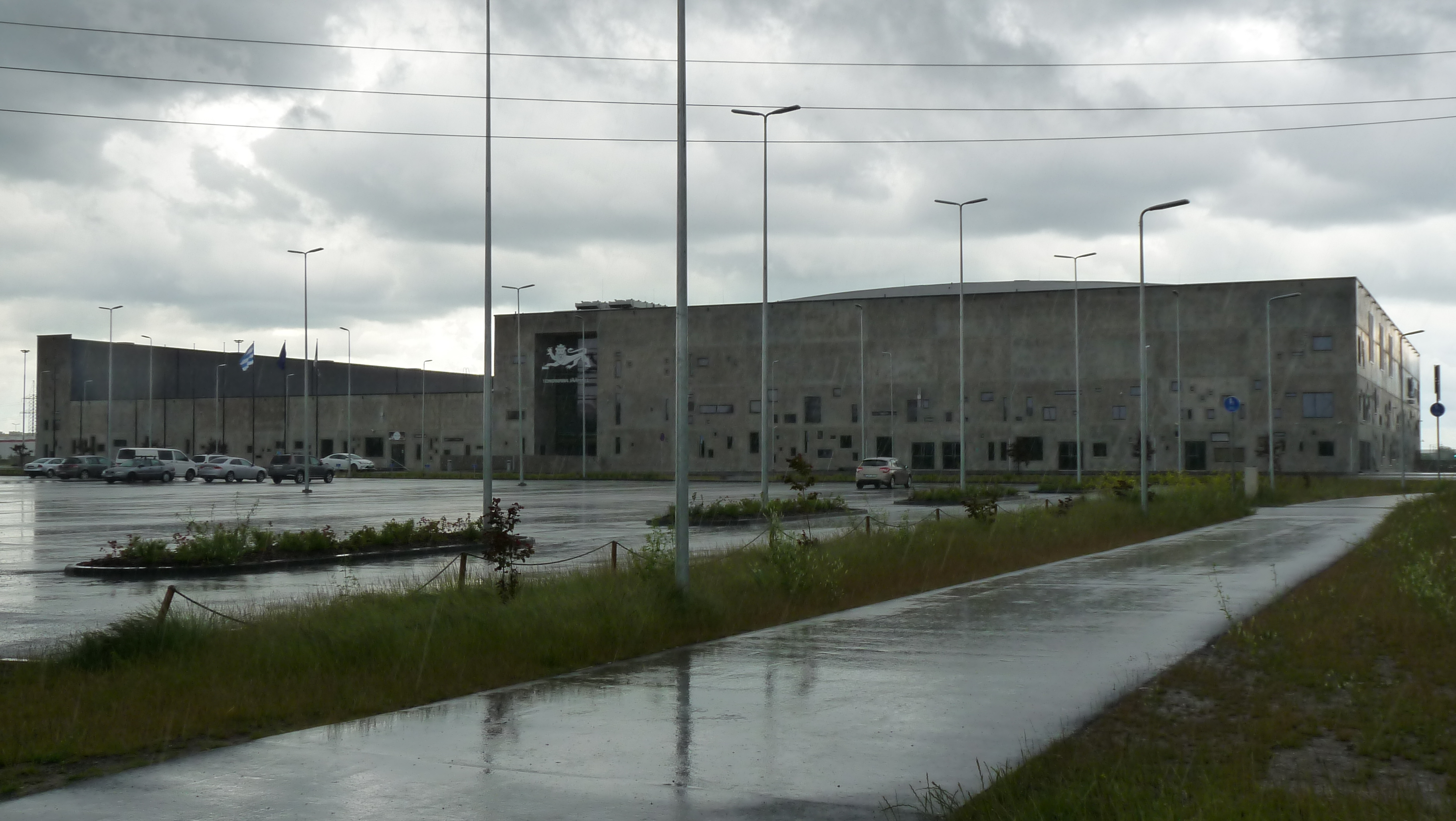
Juli 2015
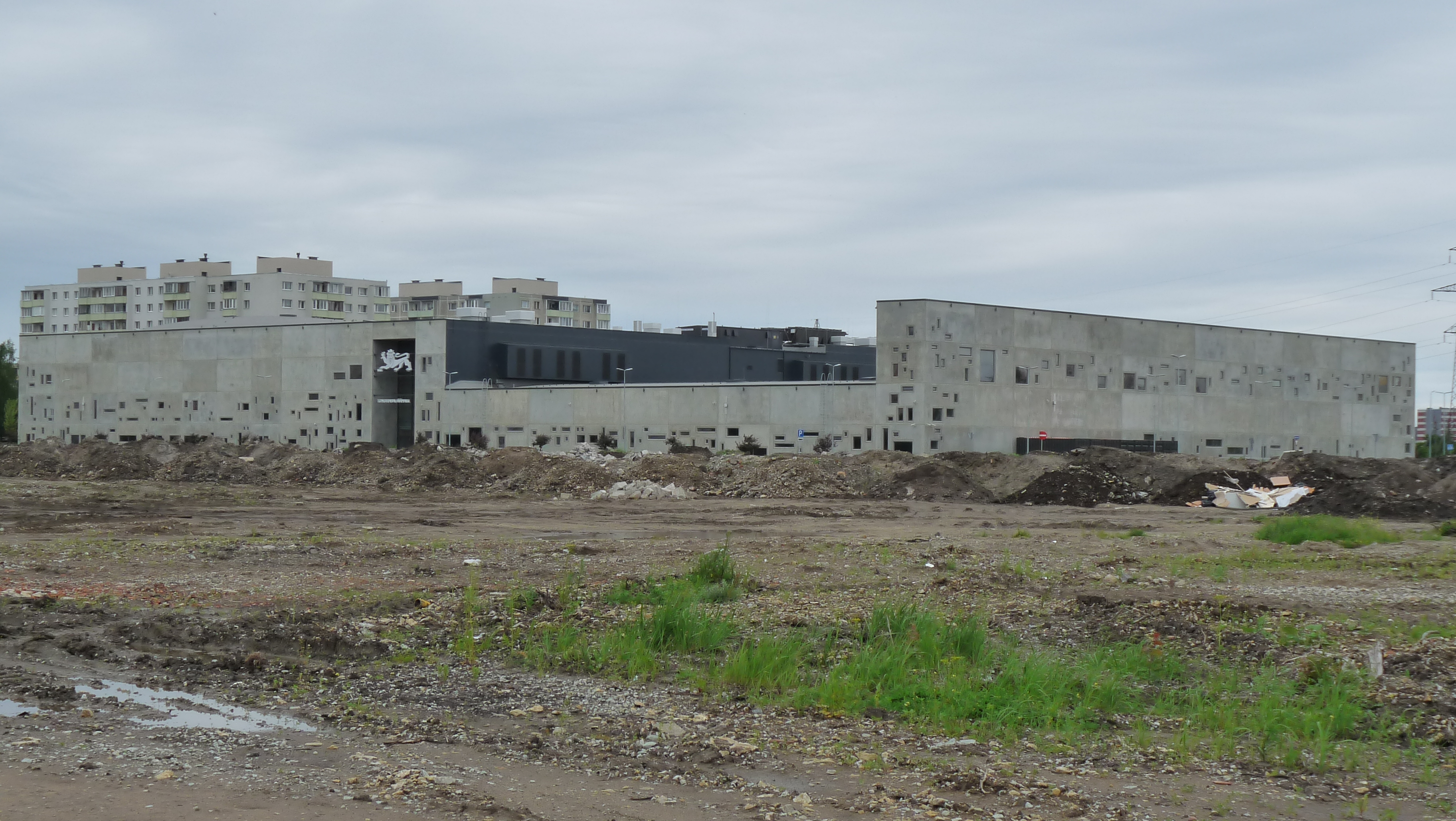
Die Halle von der anderen Seite (Juli 2015)